# Cankarjeva cesta
Cankarjeva cesta (deutsch: Cankarstraße) ist der Name einer Straße im Stadtbezirk Center von Ljubljana, der Hauptstadt Sloweniens. Sie ist benannt nach dem slowenischen Schriftsteller und Dichter Ivan Cankar (1876 bis 1918).

## Geschichte
Die Straße wurde 1876 als Franz-Josef-Straße neu angelegt. 1919 wurde sie in Aleksandrova cesta, 1941 in Ulica 3.maja umbenannt. 1946 erhielt sie ihren heutigen Namen.

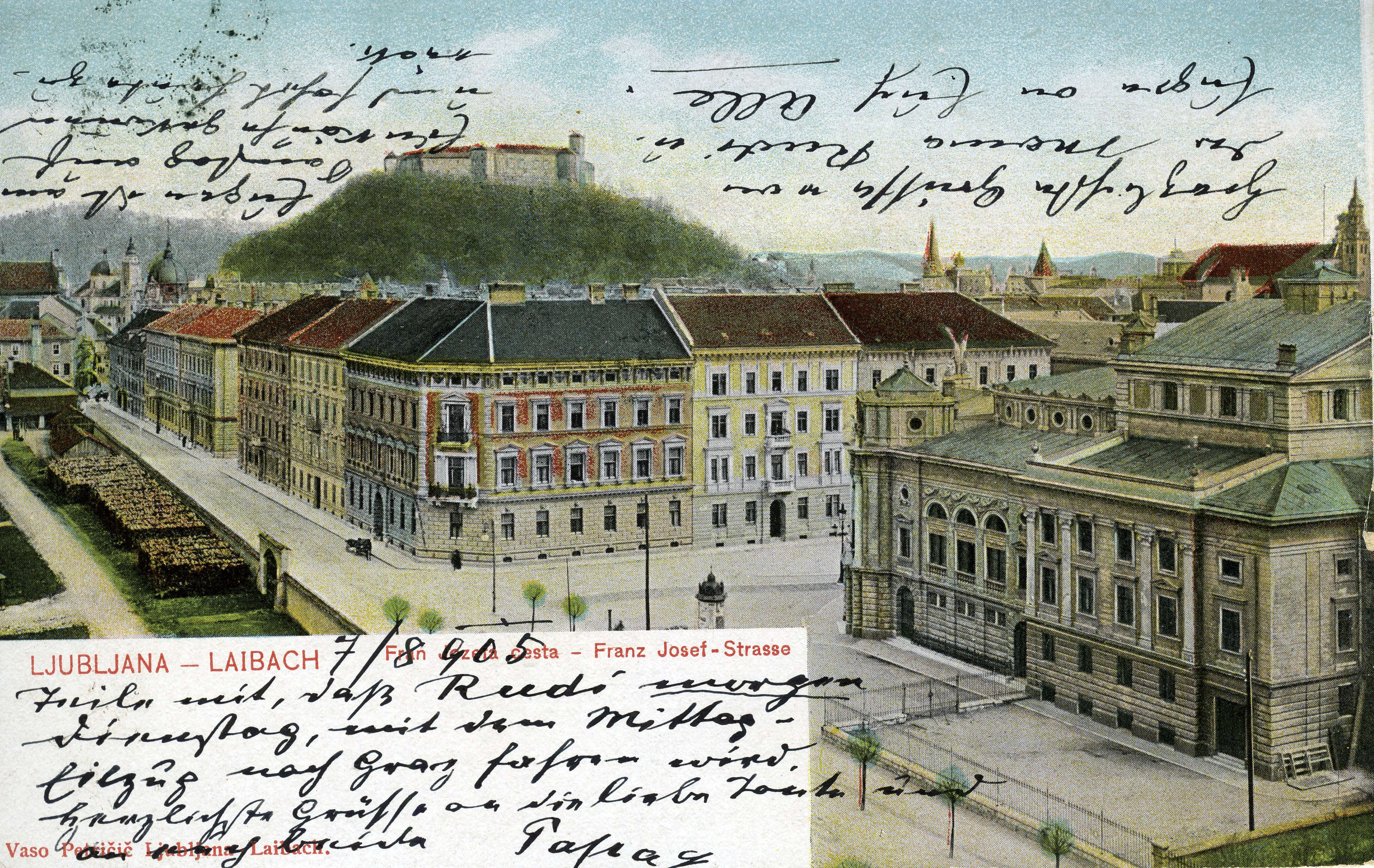
Die Franz-Josef-Straße im Jahr 1905

## Lage
Die Straße beginnt  der Kreuzung von Slovenska cesta und Čopova ulica und verläuft etwa nach Westen bis zur Überführung der Bleiweisova cesta direkt am Beginn des Tivoli-Parks. Dort geht sie über in die Jakopič-Promenade im Tivoli-Park.

## Abzweigende Straßen
Die Cankarjeva cesta berührt folgende Straßen und Orte (von Ost nach West): Nebotičnikov prehod, Beethovnova ulica, Župančičeva ulica, Prežihova ulica, Prešernova cesta.

## Bauwerke und Einrichtungen
Die wichtigsten Bauwerke und Einrichtungen entlang der Straße sind:
- Opernhaus Ljubljana
- Slowenische Nationalgalerie
- Slowenisches Museum für Moderne Kunst
- Trubar-Park
- Kyrill-und-Method-Kirche